# Eterna
Eterna è un'azienda svizzera produttrice di orologi di lusso.

## Storia

### Dalla fondazione agli inizi del Novecento
L'azienda è stata fondata il 7 novembre 1856 da Josef Girard e Urs Schild a Grenchen. Nel 1906 il nome dell'azienda cambiò da U.Schild & Co. all'attuale Eterna, il cui nome figurava già sui quadranti degli orologi a partire dagli anni Novanta del 1800. La maison fu una delle prime case orologiere a introdurre l'automazione a vapore. Nel 1899 l'azienda viene guidata da Theodor Schild fino alla sua morte, sopraggiunta nel 1932.
Nel 1908 l'azienda ha brevettato il primo orologio da polso con sveglia incorporata avviando la produzione regolare di questo orologio nel 1914.

### La nascita di ETA e i primi grandi successi

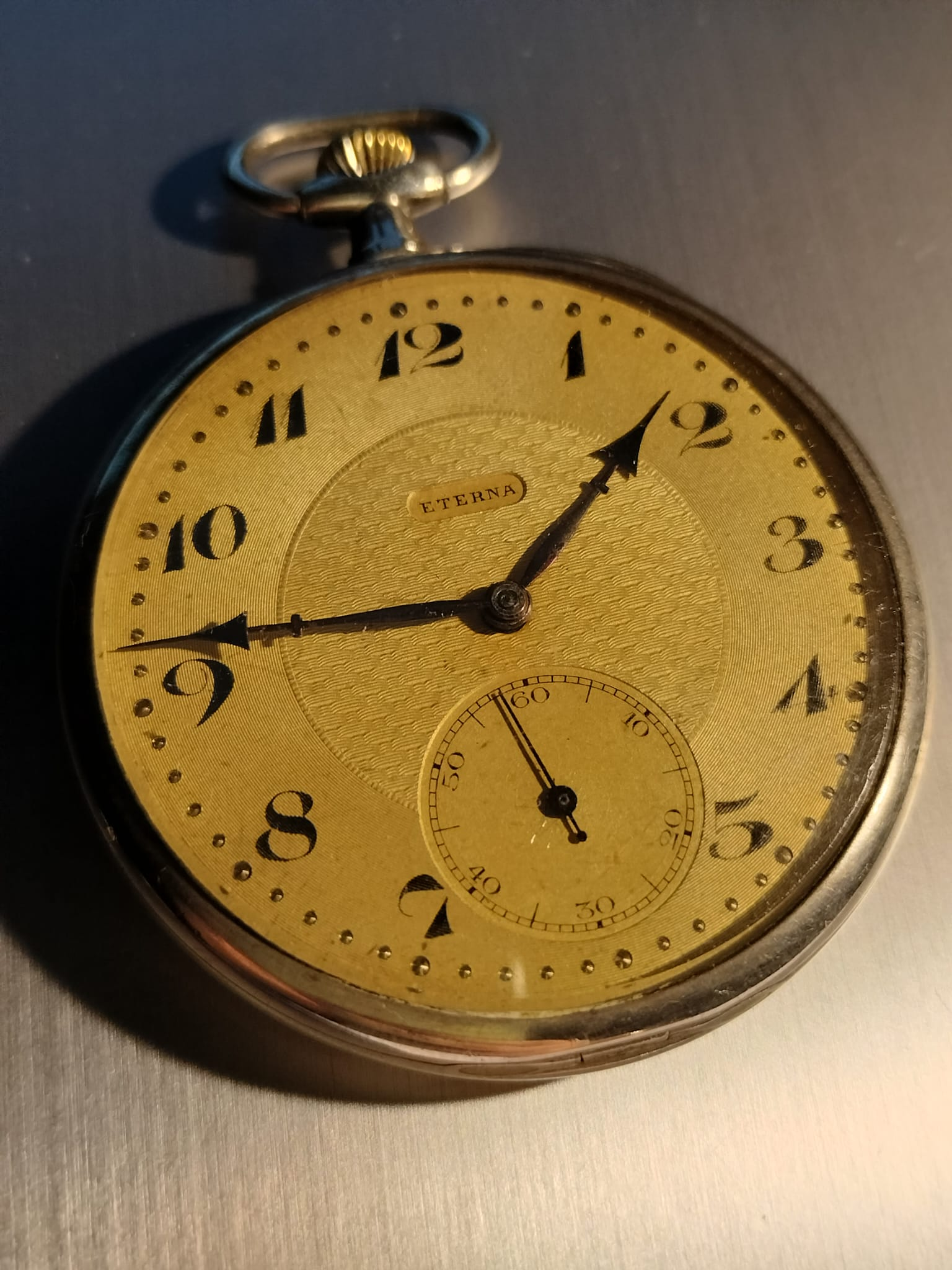
Eterna da tasca, circa 1915

Nel 1932, a seguito della morte di Theodor Schild, la guida dell'azienda passa al figlio di suo fratello Max, Rudolf Schild-Comtesse, che ne condurrà la sorti per quasi quarant'anni, fino al 1971. Sempre nel 1932 l'azienda (che già realizzava movimenti in-house) ha aperto una sussidiaria di nome ETA per la produzione di movimenti meccanici, che ha presto iniziato a fornire calibri anche a case terze.

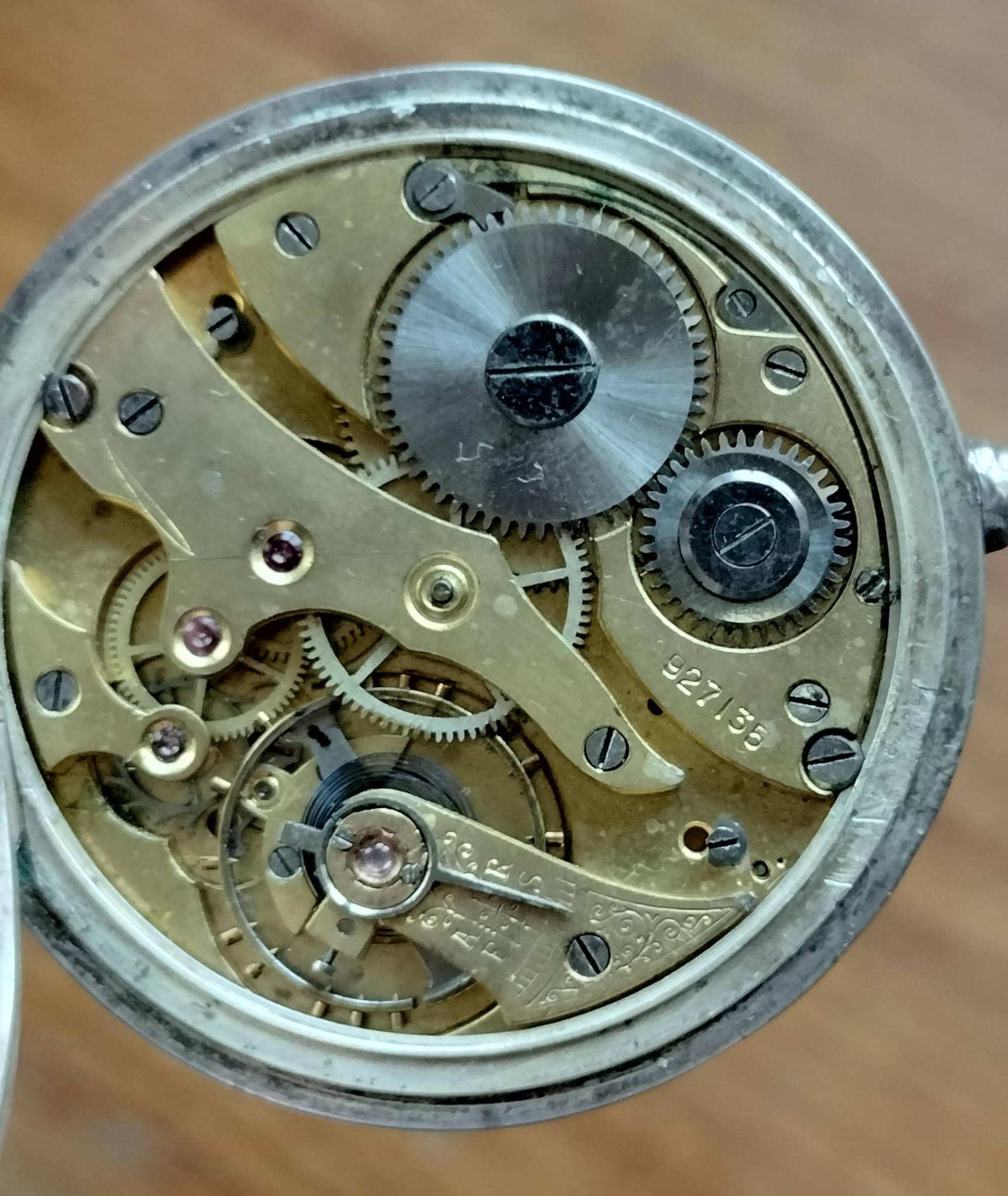
Calibro Eterna 403 risalente al 1915 circa

Nel 1947 il marchio Eterna si lega al mondo delle esplorazioni trovandosi al polso dell'esploratore norvegese Thor Heyerdahl e del suo equipaggio. A bordo di un'imbarcazione tipica incaica, il Kon-Tiki, dimostrò la possibilità, per i sudamericani, di colonizzare le isole polinesiane. In onore e ricordo di questa esplorazione, Eterna ha deciso di chiamare i suoi diver Kon-Tiki, nome mantenuto tuttora nella collezione del brand.
Nel 1948 la Eterna presenta l'Eterna-matic, il suo prodotto più celebre, accompagnato da un'innovazione: cinque cuscinetti a sfera posizionati al di sotto della massa oscillante libera, che contribuisce a ridurre l'attrito e l'usura. Questa intuizione è stata talmente apprezzata che ben presto i cinque cuscinetti sono diventati il logo della Maison. L'adozione di questa tecnologia in un rotore libero e non in un sistema di carica Harwood (con molle respingenti, che pure era all'epoca la soluzione maggiormente in voga) è emblematico della lungimiranza dell'azienda, dal momento che il sistema di carica con rotore libero (tra cui Rolex è uno dei principali fautori) è ancora adottato oggi, mentre la carica a respingenti è andata in disuso già verso la fine degli anni Sessanta. Il primo calibro a montare i cuscinetti a sfera è stato l'Eterna 1198. Questa tecnologia è stata anche miniaturizzata per realizzare il più piccolo movimento automatico mai realizzato: l'Eterna Golden Heart, dotato di un rotore in oro 23 carati per garantire importanti capacità di carica al rotore nonostante le piccole dimensioni della massa oscillante.
Nel 1956 si è celebrato il centenario dell'azienda, la quale ha realizzato il modello Centenaire. Nel 1962 l'Eterna-matic Dato 3000 diventa il più sottile orologio automatico con datario in commercio, in virtù dei 3,6 millimetri di spessore del movimento.

### Anni Settanta e Ottanta: l'acquisizione da parte di ASUAG
Negli anni Settanta il marchio è entrato a far parte del conglomerato orologiero ASUAG, insieme ad altre realtà quali Longines, Mido, Certina, Rado, ARSA, Oris, ESA e molte altre. Una volta unitasi nel gruppo, la sussidiaria ETA produttrice di movimenti è stata completamente scorporata dall'azienda madre, per unirsi ad ESA, la quale già era un conglomerato di diverse aziende produttrici di movimenti, quali Landeron, FHF, AS, Unitas, Valjoux, Peseux, Felsa ed altre.Negli 1980 Eterna presenta il modello Museum, che detiene il record di orologio al quarzo più sottile del mondo. Si tratta del gemello del Delirium Tremens realizzato dal designer Maurice Grimm e alimentato da un calibro realizzato da ESA/ETA anche per Longines, IWC e Concorde.
Nel 1981, per festeggiare i 125 anni dalla fondazione, viene presentato l'Eterna CXXV, un segnatempo (in versione da uomo e da donna) ultrapiatto al quarzo con bracciale integrato e forme spigolose, come andava di moda nel periodo. 
Nel 1983 ASUAG si fonde con SSIH (gruppo Omega/Tissot), e viene ribattezzato SMH (e poi a partire dal 1998 Swatch Group).

### Anni Novanta: l'acquisizione da parte di Porsche Design e la separazione da ETA
Nel 1995 l'azienda è stata acquistata dalla Porsche Design, settore del gruppo automobilistico Porsche (a sua volta proprietà del Gruppo Volkswagen) che produce accessori specifici relativi al mondo automobilistico. A seguito dell'acquisizione da parte di Porsche Design, Eterna si separerà definitivamente da ETA, che invece rimarrà all'interno dello Swatch Group, in cui è tuttora.

Nel 2004 viene realizzato, su richiesta di Porsche Design, il calibro 6036, un cronografo automatico con visualizzazione digitale delle funzioni crono. Nasce così il Porsche Design Indicator, primo cronografo mai prodotto a vantare la visualizzazione digitale delle funzioni cronografiche.

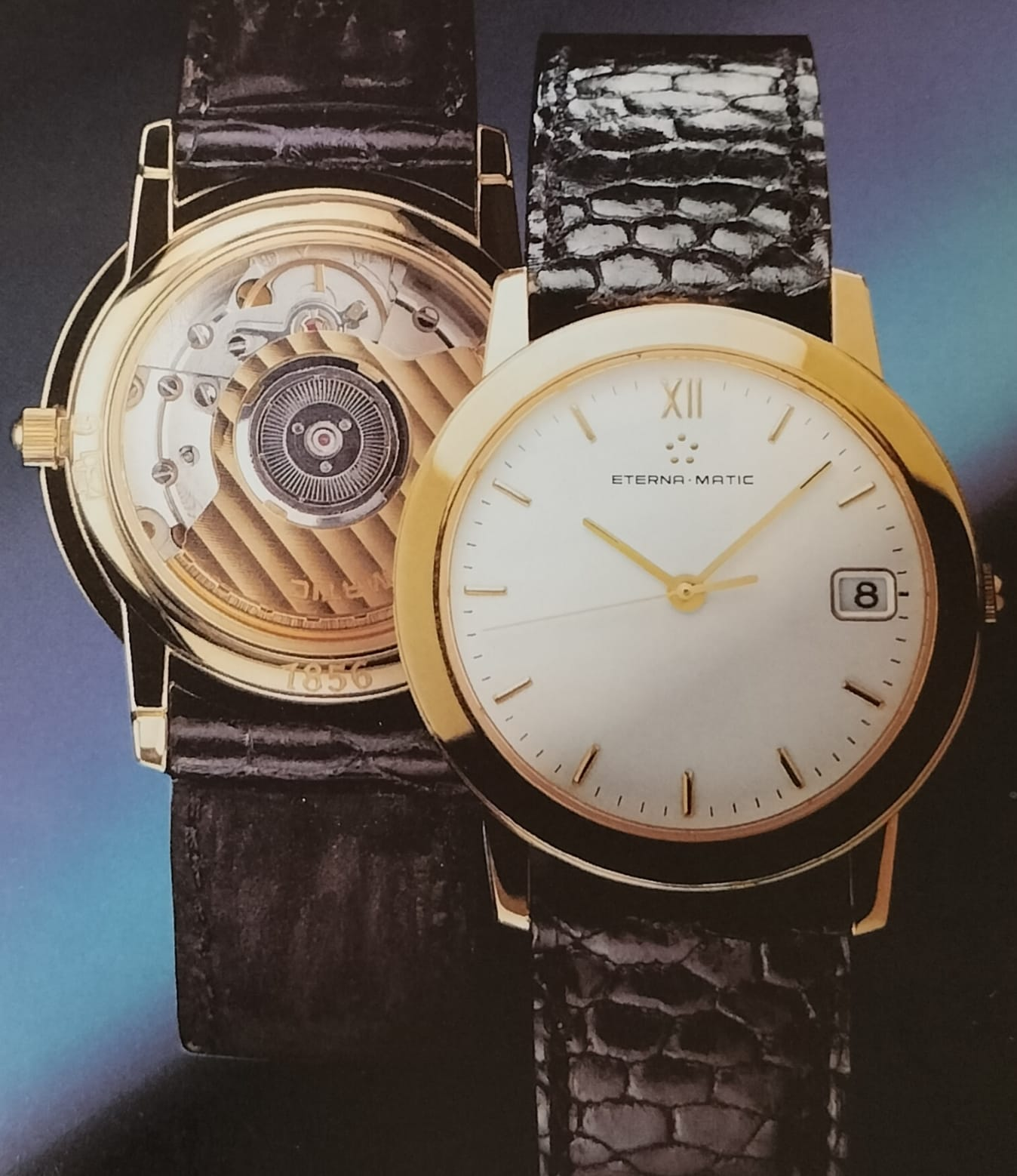
Eterna collezione 1856, primi anni '90

### Il nuovo millennio
Risale al 2009 il sistema di carica Spherodrive, che integra l'utilizzo dei cuscinetti a sfera in un meccanismo a carica manuale, mentre prima d'ora era ad appannaggio esclusivo degli automatici. I cuscinetti garantiscono una minore usura e una minor esigenza di lubrificazione.
Nel 2011 Porsche Design ha venduto l'azienda alla International Volant Ltd interamente controllata dalla China Haidian. Qualche anno più tardi Eterna ha ripreso, dopo decenni, a realizzare movimenti in-house: è il caso dei calibri meccanici rettangolari a carica manuale 3505 e 3510 e il movimento base 39, introdotto nel 2014 (ma iniziato a progettare nel 2007), il quale può facilmente ospitare otto differenti moduli ed essere dotato di numerose complicazioni, ed essere quindi declinato in ben 88 diverse varianti. Soprattutto grazie a quest'ultimo movimento Eterna ha risolto il problema della difficoltà di approvvigionamento di movimenti di terze parti.

## Galleria d'immagini

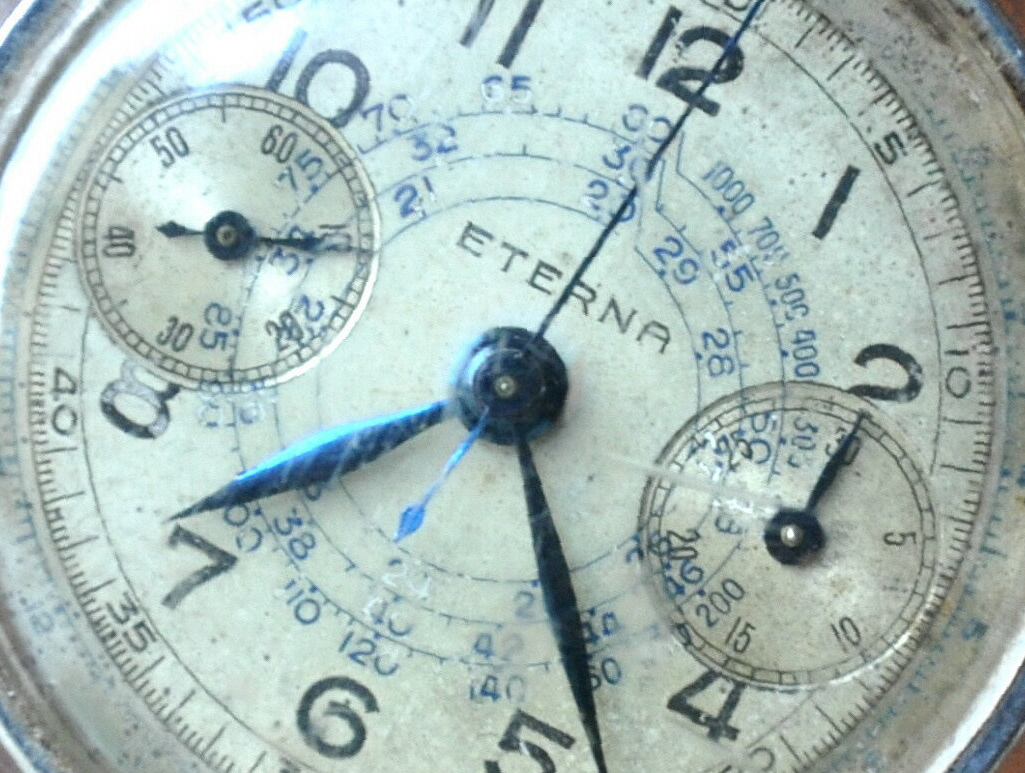
Quadrante Eterna
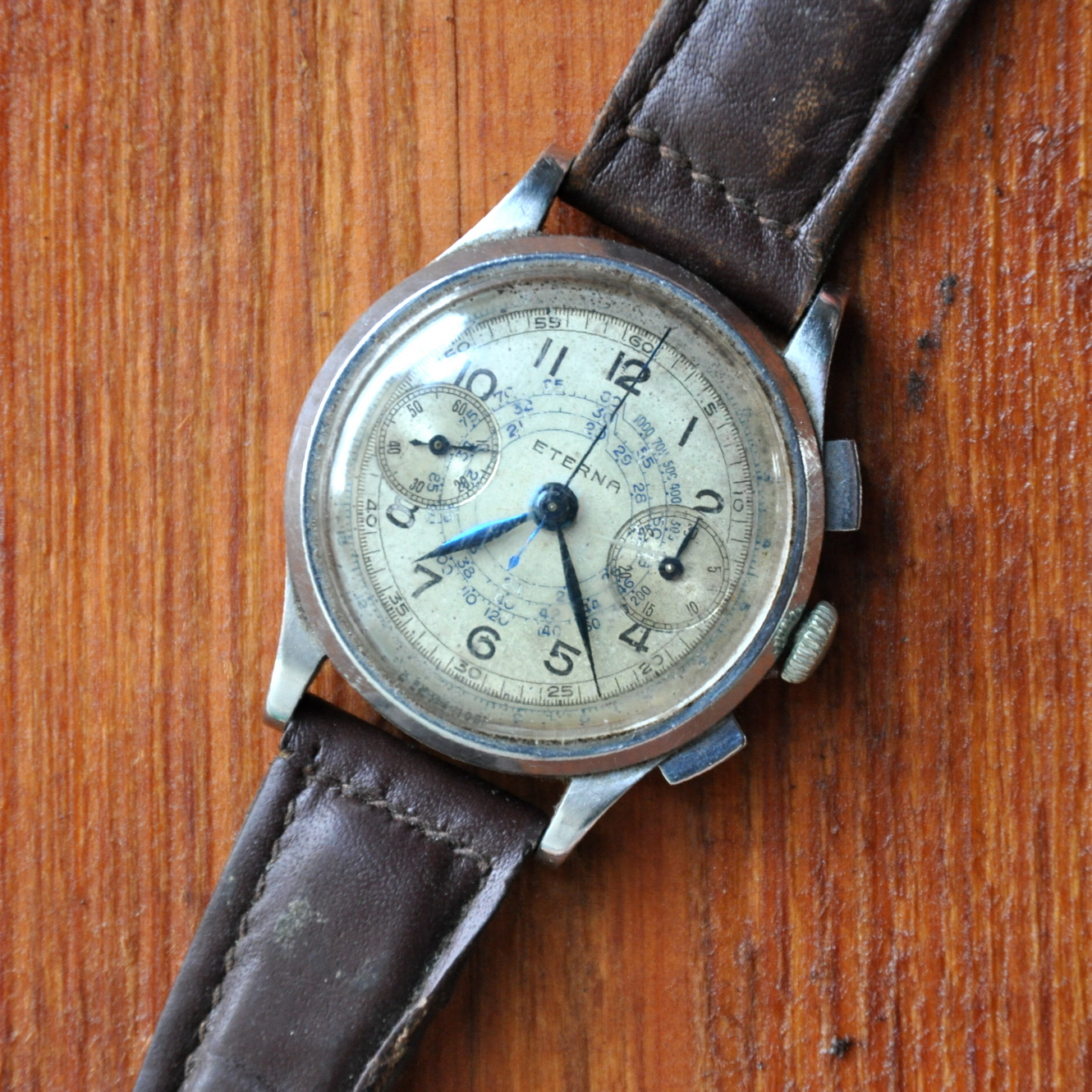
Eterna da polso del 1925
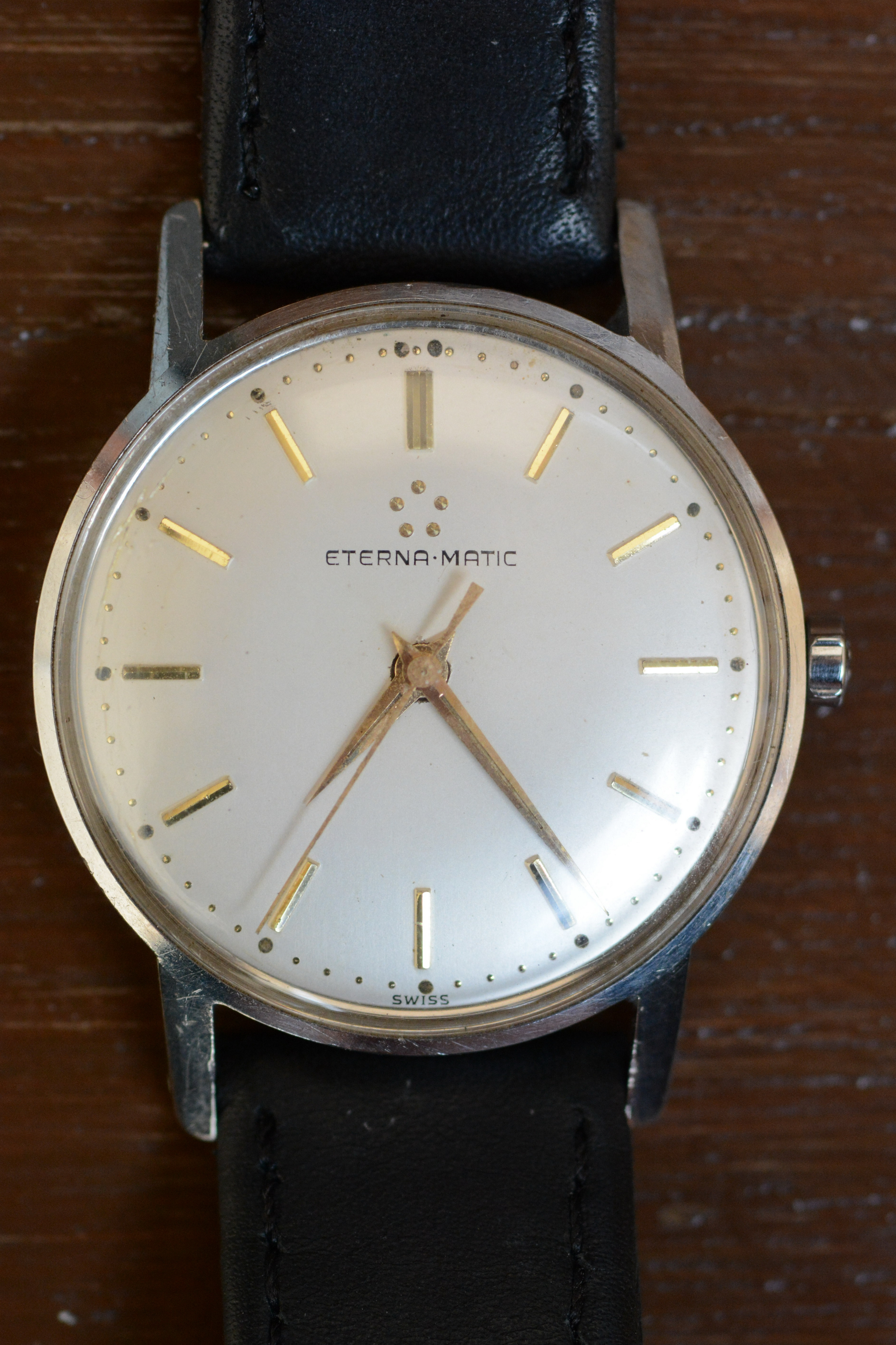
Eterna-Matic, Cal. 1414U, 1958
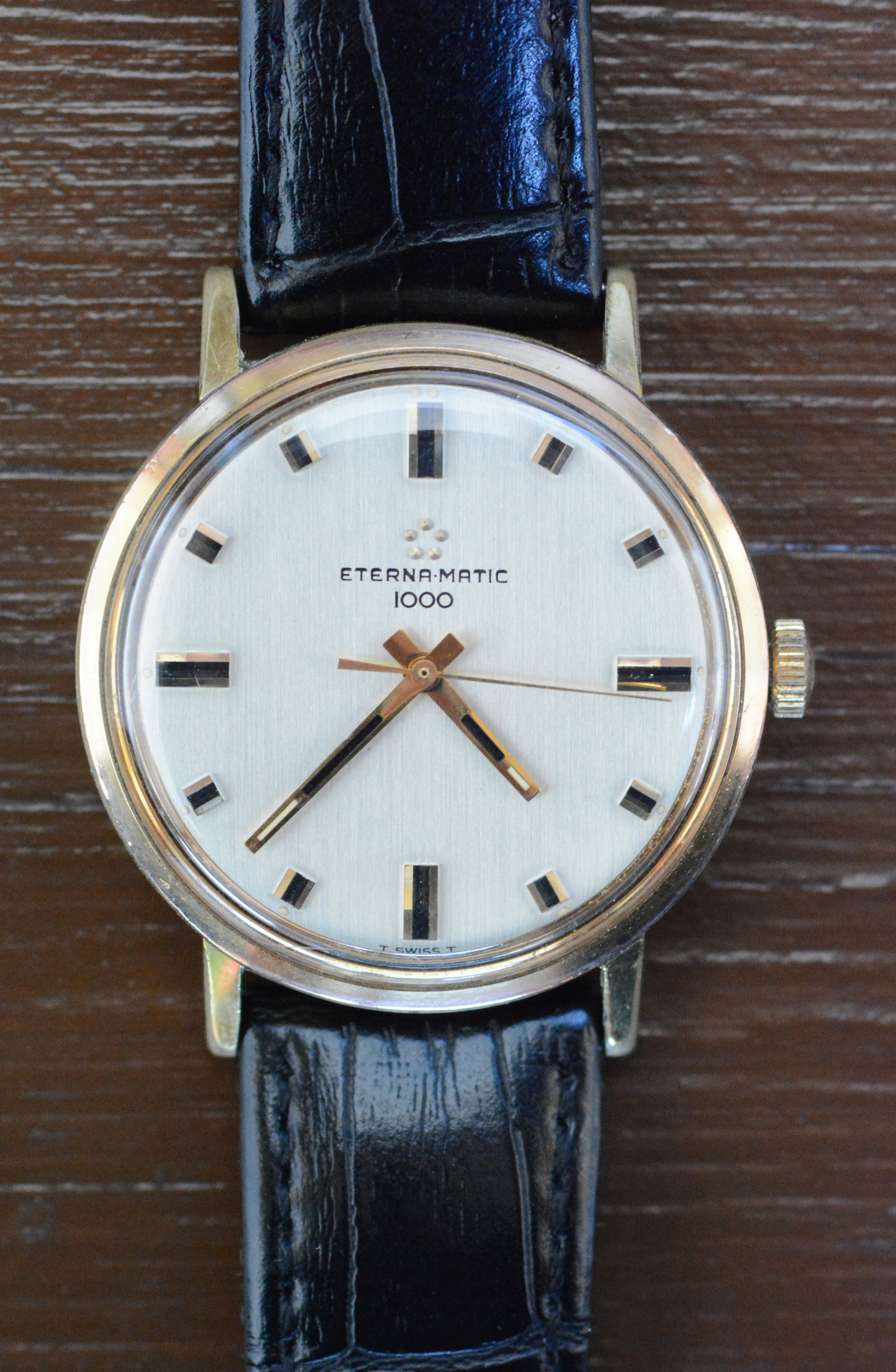
Eterna-Matic 1000, Cal. 1479K, 1966
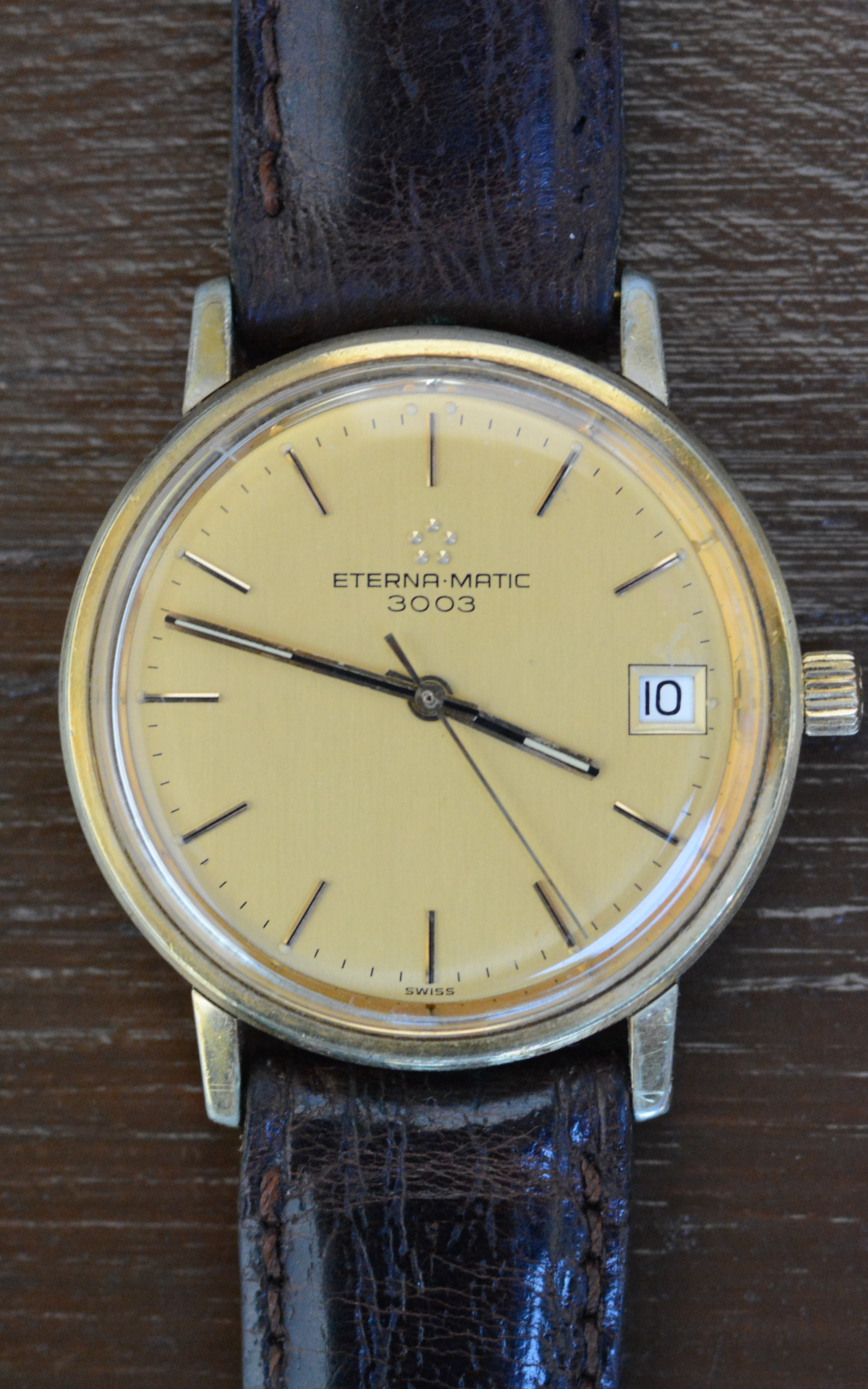
Eterna-Matic 3003, Cal. 1504, 1974
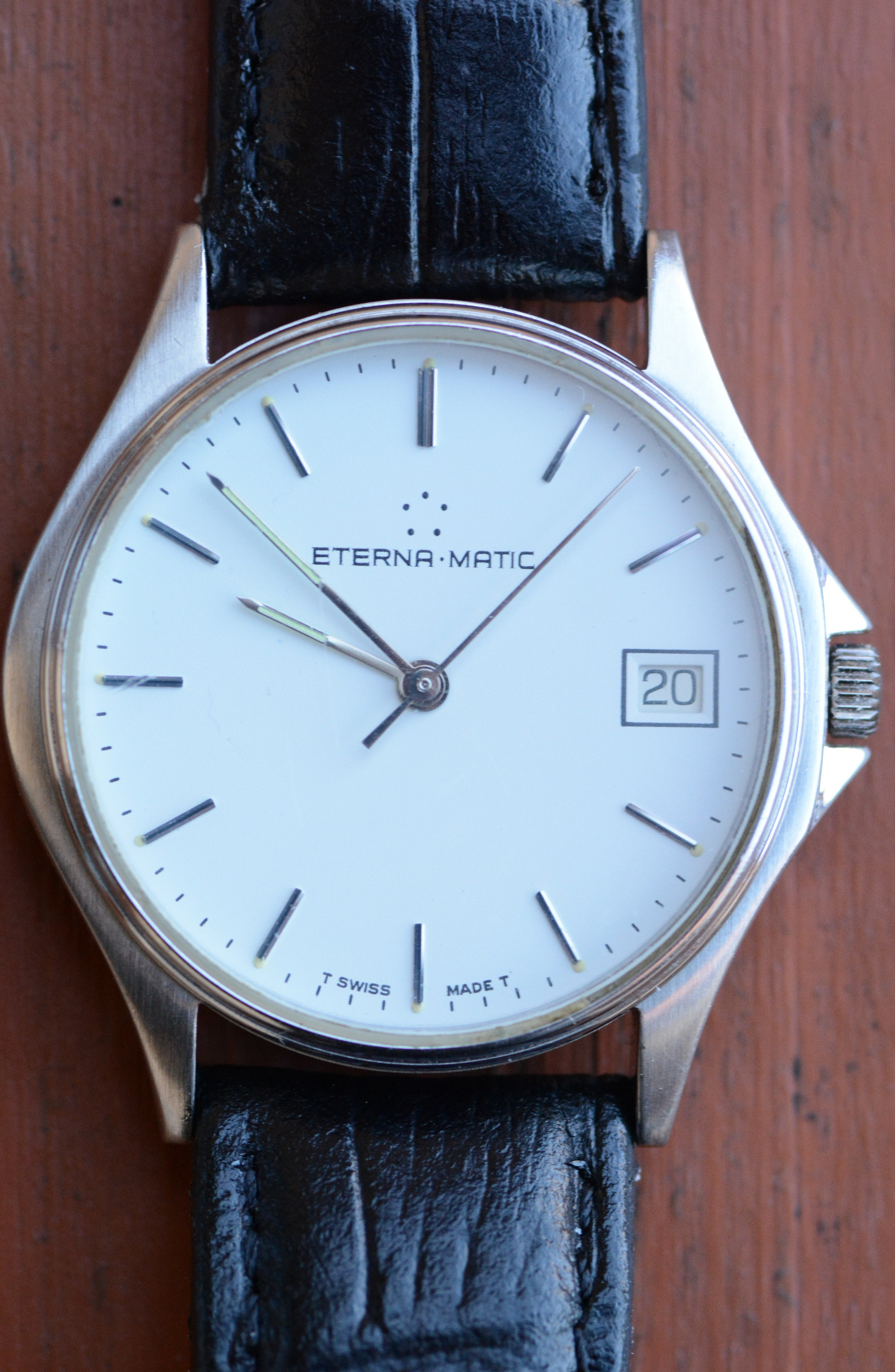
Eterna-Matic 1.043.3.1.04